# Gilles-François de Gottignies

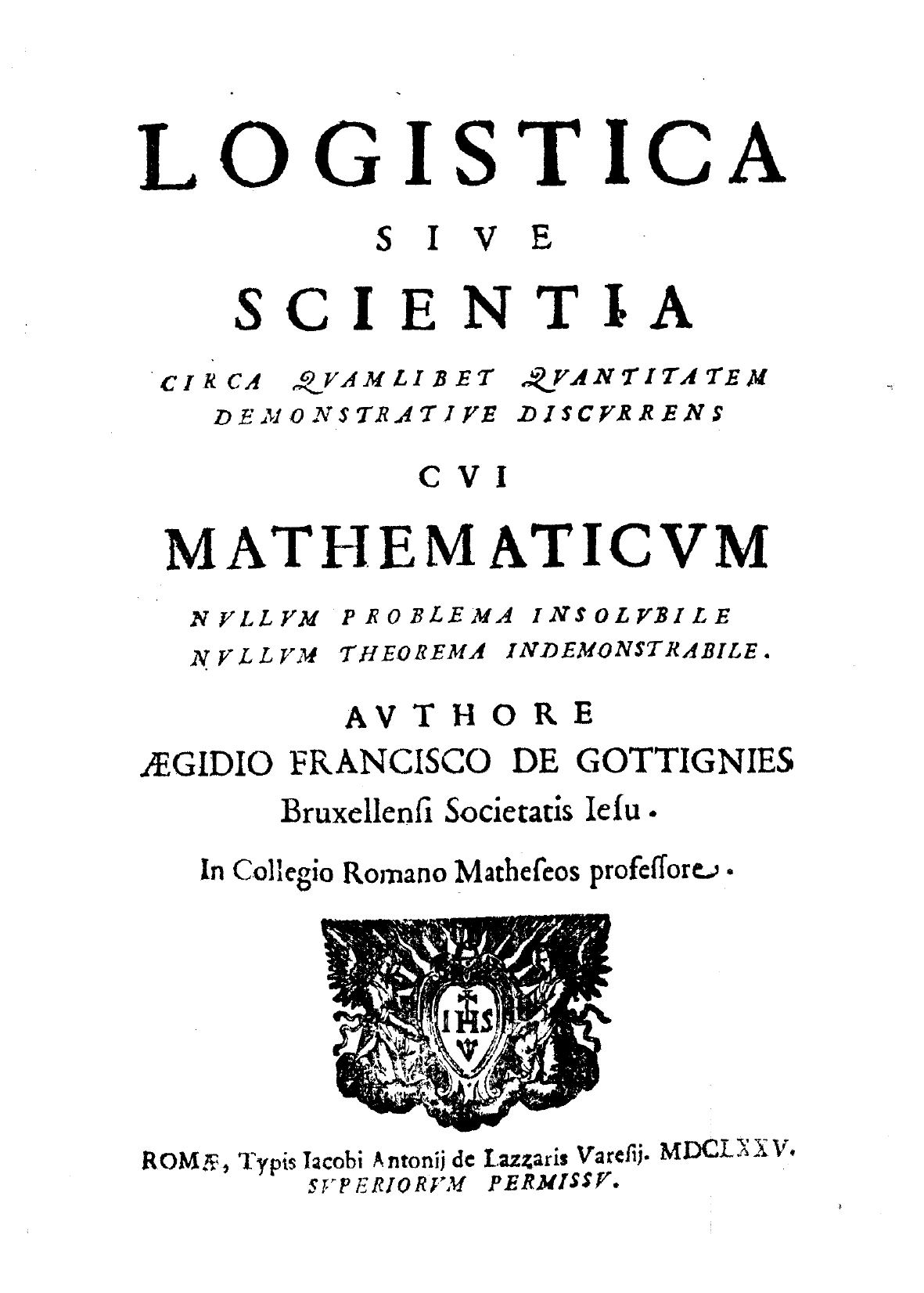
Logistica, 1675

Gilles-François de Gottignies (ook wel Aegidius Franciscus de Gottignies) (Brussel, 1630 - Rome, 1689) was een Zuid-Nederlands jezuïet, wiskundige en wetenschapper.

## Biografie
Hij was een student van de beroemde wiskundigen André Tacquet en Gregorius van St-Vincent.
Aegidus (Gilles) de Gottignies werd naar Rome gezonden om er te studeren en werd later aangesteld als wiskunde professor aan het Collegium Romanum (Romeins college), het belangrijkste onderwijs instituut van de jezuïeten. Hij zou er les geven van 1662 tot 1689. Hij was een productief geleerde en met een brede interesse en publiceerde vele wetenschappelijke werken. Zijn correspondentie met Cassini over de eclips van Jupiter werd gepubliceerd te Bologna in 1665. Hij publiceerde een studie over het oog van de vlieg en dit werd later vertaald in het Frans door de beroemde natuurkundige Buffon.
Hij was ook een beroemde ontwerper van voornamelijk astronomische instrumenten.

## Wiskunde
Het belangrijkste aspect van zijn werk is de logistica methode. Met deze methode wilde hij concurreren met Descartes wiens gebruik van negatieve getallen hij aanvocht.
Gottignies' werk is geworteld in dat van Tacquet. In de Arithmeticae Theoria et Praxis (Leuven 1656) probeerde Tacquet een betere basis te leggen voor het rekenen door middel van de algebra. Gottignies op zijn beurt stelt dat er een universele wetenschap van de wiskunde bestaat, een mathesis universalis, die aan de basis ligt van rekenen en meetkunde.